# Widar Cesarini Sforza
Widar Cesarini Sforza (Forlì, 5 settembre 1886 – Roma, 18 novembre 1965) è stato un filosofo e giurista italiano.

## Biografia
Direttore del Resto del Carlino e docente alla Sapienza - Università di Roma dal 1939, fu autore di importanti opere di filosofia del diritto quali Il concetto, il diritto e la giurisprudenza naturale (1913), Filosofia del diritto e filosofia della storia (1915), Idee e problemi di filosofia giuridica (1956), ecc.